# Orodara Airport
Orodara Airport är en flygplats i Burkina Faso. Den ligger i den västra delen av landet, 400 km väster om huvudstaden Ouagadougou. Orodara Airport ligger 548 meter över havet.
Terrängen runt Orodara Airport är platt. Närmaste större samhälle är Orodara, 4,1 km söder om Orodara Airport. 
Trakten runt Orodara Airport består till största delen av jordbruksmark. Runt Orodara Airport är det glesbefolkat, med 19 invånare per kvadratkilometer.